# 拉奥新城
拉奥新城（法語：Villeneuve-de-la-Raho，法語發音：[vilnœv də la ʁa.o] ⓘ）是法国东比利牛斯省的一个市镇，位于该省东部，属于佩皮尼昂区。

## 地理
拉奥新城（42°38'12"N, 2°55'2"E）面积11.41 平方千米，位于法国奧克西塔尼大區东比利牛斯省，该省份为法国大陆部分最南部的省份，涵盖了北加泰罗尼亚，北起奥德省，西接阿列日省和安道尔，南与西班牙接壤，东临地中海。
与拉奥新城接壤的市镇（或旧市镇、城区）包括：佩皮尼昂、泰扎、科尔内亚-代勒韦科勒、蒙泰斯科、波耶斯特尔。

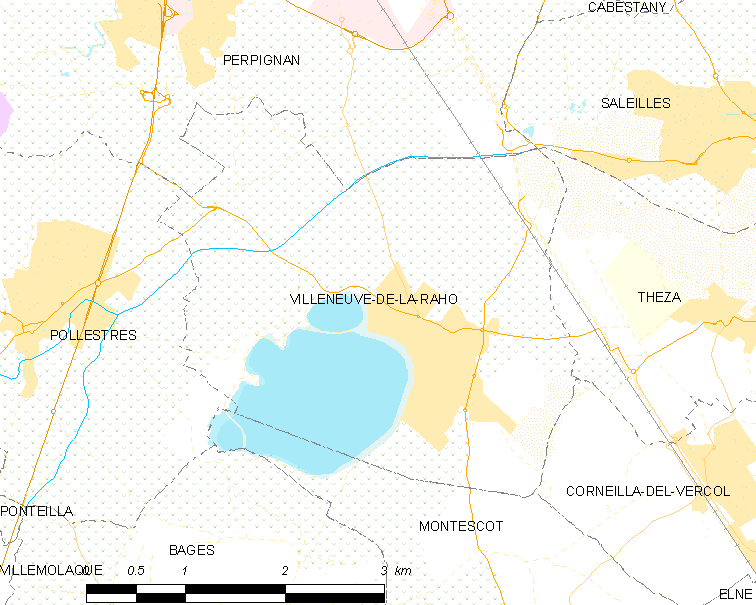
拉奥新城的OSM定位图

拉奥新城的时区为UTC+01:00、UTC+02:00（夏令时）。

## 行政
拉奥新城的邮政编码为66180，INSEE市镇编码为66227。

## 政治
拉奥新城所属的省级选区为伊利贝里斯平原县。

## 人口

1962-2008年间拉奥新城人口变化图示

拉奥新城于2022年1月1日时的人口数量为4416人。